# Guest of Honour
Guest of Honour es una película canadiense de 2019 dirigida, escrita y producida por Atom Egoyan. Protagonizada por David Thewlis, Luke Wilson, Laysla De Oliveira y Rossif Sutherland, fue estrenada el 3 de septiembre de 2019 en el Festival de Cine de Venecia.

## Sinopsis
Verónica desea permanecer en la cárcel, a donde fue llevada por una agresión sexual de la que sabe que ha sido acusada injustamente. Ella y su padre, Jim, actúan más allá de los límites del buen comportamiento, ya que el pasado los persigue.

## Reparto
- David Thewlis es Jim.
- Luke Wilson es Greg.
- Laysla De Oliveira es Verónica.
- Rossif Sutherland es Mike.
- Alexandre Bourgeois es Clive.
- Gage Munroe es Walter.
- Tennille Read es Roseangela.